# Alàs i Cerc
Alàs i Cerc település Spanyolországban, Lleida tartományban. Alàs i Cerc Arsèguel, Cava, La Seu d’Urgell, La Vansa i Fórnols, Estamariu és Ribera d’Urgellet községekkel határos. Lakosainak száma 322 fő (2024).

## Népesség
A település lakosságának változását az alábbi diagram mutatja:
| Lakosok száma | 564  | 1076 | 993  | 762  | 421  | 403  | 391  | 356  | 329  | 322  |
|               | 1717 | 1887 | 1936 | 1960 | 1986 | 2004 | 2009 | 2014 | 2019 | 2024 |